# Ludvig Claesson
Ludvig Claesson, född 30 augusti 1996 i Ljungsarp, Tranemo kommun, är en svensk professionell ishockeyspelare som spelar för Rögle BK i SHL.